# Балаклава
Балакла́ва (укр. Балаклава, крымскотат. Balıqlava, Балыкълава) — город на юго-западном побережье Крыма, в составе Балаклавского района Севастополя. Территориально отделена от остального Севастополя незастроенным пространством в несколько километров.
Балаклавская бухта — одна из самых удобных бухт на Чёрном море для швартовки кораблей, бывшая база подводных лодок, она узкая (200—400 м) и глубокая (до 17 м), в ней не бывает штормов. При входе в бухту скалистый берег делает несколько поворотов, поэтому со стороны открытого моря гавань вообще не видна.
Балаклава является популярным крымским курортом. Туристов привлекает не только город с древней историей и большим количеством памятников, но и окрестные пляжи, куда можно добраться на катерах, и живописные скалы у мыса Айя с гротами.

## Происхождение названия
Современный топоним берёт название от генуэзской крепости XIV—XVIII Чембало (Cembalo).
По версии О. Н. Трубачёва, топоним берёт своё начало из индоарийского языка древних тавров, где название города Παλάκιον (как считается, располагался на месте нынешней Балаклавы) звучало как «Palakia» и означало «Город принадлежащий царю Палаку».
В I веке н. э. Плиний Старший в «Естественной истории» при перечислении окрестных городов Херсонеса называет гавань Сюмбол (Συμβολων — Сюмболум). Само древнегреческое слово συμβολον, будучи позаимствованным, активно использовалось в латыни (как symbolum); когда поселение попало под власть Рима, название осталось прежним, но на римский лад — Симбо́лум.
Позднее здесь существовал уже византийский посёлок под несколько изменённым названием — Ямбо́ли.
Захватившие поселение в середине XIV века генуэзцы интерпретировали название как Cembalo — Чембало (уже от другого латинского слова, cymbalum — чаша/тарелка; в том числе музыкальная); возможно, этому послужила округлая форма бухты.
После захвата в 1475 году турками крепость получила название Балык-юв («Рыбье гнездо», «рыбное место»). Эмидио Дортелли д’Асколи в 1634 году в «Описание Чёрного моря и Татарии…» и Винченцо Мария Коронелли на глобусе 1693 года уже помечают бухту, как Балаклава.
По одной из версий, название города происходит из крымскотатарского языка, на котором выражение «balıqlı ava» дословно означает «рыбная погода»; по другой версии, название происходит от турецкого («балык» — рыба) и греческого «лава» — ловля.

## История

### Античность

Лестригоны бросают камни в корабли Одиссея. Римская фреска. I век до н. э.

Вероятно, впервые Балаклава упоминается в «Одиссее» Гомера как гавань Ламоса, города лестригонов (X, 77-99). Сделать такое предположение позволяют знакомство автора с короткими северными ночами и описание бухты:
В славную пристань вошли мы: ее образуют утесы,
Круто с обеих сторон подымаясь и сдвинувшись подле
Устья великими, друг против друга из темныя бездны
Моря торчащими ка́мнями, вход и исход заграждая.
Люди мои, с кораблями в просторную пристань проникнув,
Их утвердили в ея глубине и связали, у берега тесным
Рядом поставив: там волн никогда ни великих, ни малых
Нет, там равниною гладкою лоно морское сияет.Гомер, Одиссея (перевод В. А. Жуковского)
В I веке н. э. Плиний Старший в «Естественной истории» при перечислении окрестных городов Херсонеса называет гавань Сюмбол (Symbolum portus). Страбон пишет о «гавани с узким входом, где тавры обычно собирали свои разбойничьи банды, нападая на тех, кто спасался сюда бегством», под названием Συμβολων Λιμήν (География, VII, 4, 2). Такое название, видимо, следует переводить как Сигнальная бухта, поскольку вход в гавань скрыт за скалами и не виден с моря. До I века н. э. это была рыбачья деревушка, основным населением которой тавры. Они были вытеснены лишь с приходом римлян.
В 60-е годы I века н. э. (между 63 и 66) римские легионы под командованием легата провинции Нижняя Мёзия Плавтия Сильвана разгромили тавро-скифское войско, осадившее Херсонес. Вскоре после этого римские гарнизоны были введены в Херсонес, а на мысе Ай-Тодор была возведена крепость Харакс, военный лагерь появился и в бухте Символо́н. Именно с этого времени начинается датировка найденных на территории Балаклавы монет, херсонесских и римских. Также было обнаружено несколько римских построек — одноэтажное девятикомнатное здание (так называемый «казённый дом»), которое было крыто черепицей с эмблемами легионов, а также храм, посвящённый Юпитеру Долихену.
После того как в середине 240-х годов римские войска покидают Крым, город не пустеет, греческое население оставалось там до 370-х годов, когда Северное Причерноморье было разорено нашествием гуннов. Однако уже в начале VII века здесь фиксируется византийский посёлок Ямбо́ли. В 704 году здесь скрывался император Юстиниан II, бежавший из Херсонеса.

### Генуэзская колония
В 1345 году Ямболи захватили генуэзцы, которые, однако, недолго удерживали город, поскольку были выбиты оттуда татарскими войсками. Тем не менее, в 1357 году колония опять оказалась в руках Генуи: именно этим годом датируется начало строительства крепости Чембало (Cembalo) — так итальянцы переняли прежнее название Ямболи. В 1380 году золотоордынский хан Тохтамыш, стремящийся заручиться поддержкой генуэзцев, передал им во владение всё южное побережье Крыма — от Алушты до Балаклавы; эта территория получила название капитанство Готия. Однако территория консульства Чембало была ограничена окрестностями города и Балаклавской долиной с селом Нехора (Кадыкой).

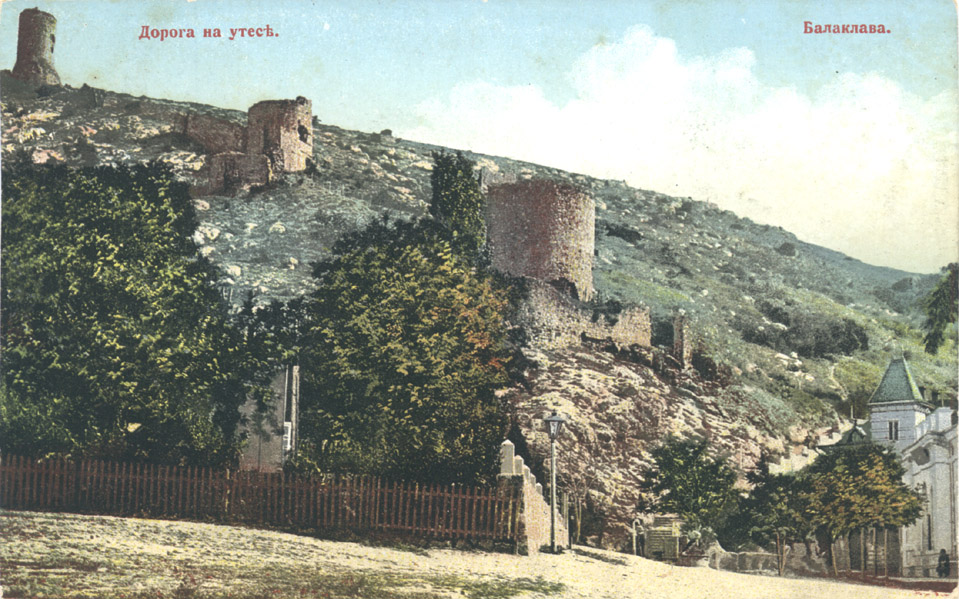
Вид на крепость Чембало. Открытка начала XX века

После эпидемии чумы 1429 и засухи 1428—1430 годов греческое население Чембало осенью 1433 года подняло против генуэзского правления восстание, во время которого княжество Феодоро захватило город. Итальянский историк XVI века Уберто Фольета писал об этом событии: 

«В этом году [1433] греки жители Чембало города Таврического Херсонеса составили заговор против генуэзских правителей города, взявшись внезапно за оружие, и, изгнав генуэзцев, они передали город какому-то греку Алексею, правителю Федоро…»

 По решению сената Генуи и Банка святого Георгия была отправлена эскадра из 20 галер с десантом в 6000 наёмных солдат под командованием кондотьера Карло Ломеллини. 4 (13) июня 1434 года генуэзцы взяли и разграбили Чембало, захватив в плен сына князя Феодоро Алексея. Затем войско направилось на север и захватило единственный порт Феодоро — крепость Каламиту, однако 22 (27) июня было разбито в сражении при Солхате пятитысячной армией Хаджи Герая, которая после этого осадила Кафу. По миру, заключённому в 1434 году, за Генуей оставались все территории в Крыму, за что та признавала Хаджи Герая крымским ханом и выплачивала выкуп за пленных.
Около 1474 года город посетил Афанасий Никитин, упомянувший его в своих путевых записках «Хожение за три моря».

### Османская империя
В 1475 году Османская империя захватила греческие и итальянские владения в Крыму: княжество Феодоро и генуэзские колонии. За три года до захвата Чембало турками там побывал Афанасий Никитин, который зафиксировал татарское название города — Баликайя.
В 1624 году Балаклава была захвачена запорожскими казаками. Летом 1625 года астраханские воеводы П. Головин и А. Зубов писали в Посольский приказ:
В нынешнем во 7134 году в осень ходили на море донских казаков тысечи з две, да с ними же де на море пристали в 300 стругах з 10 000 запороских черкас. И те де, государь, донские казаки и запороские черкасы ходили морем в судех войною под турские городы и взяли турских 3 города поморских: Трапизон, а иным городом имян не упомнят [Балаклава и Кафа]. И тех де донских казаков на море турские люди, пришед на катаргах, побили с 500 человек лутчих людей, да запороских черкас побили с 800 человек. И с моря де, государь, донские достальные казаки пришли на Дон к себе в городки. Да после де, государь, их вскоре пришли и на Дон з казаком с моря ж запороских черкас с 500 человек и зазимовали у казаков на Дону.
В перипле д’Асколи 1634 года место описано так
Балуклава знаменита своей гаванью, здесь изготавливают галионы большого водоизмещения (grandissimi Galioni) для отправки их в Александрию, а также галеры (galere), каждый год по 5 штук [...] В настоящее время этот город необитаем, проживают там только кораблестроители, но и то от случая к случаю, а после окончания сезонных работ уходят в другое место.
1665 год. Челеби описывает её так
«Порт может принимать пятьсот судов. Он защищён от восьми ветров и безопасен. В этом заливе круглый год ловят рыбу, счёт которой знает лишь Господь. Поэтому город называют Балыклава. Всё его население занимается рыболовством и морским делом. Большинство народа — из племени лазов с противоположного [берега Чёрного моря] 141. Татарский народ в таких скалах жить не может».
23 июня (5 июля) 1773 года во время первой русско-турецкой войны произошёл морской бой близ Балаклавы: турецкая эскадра из четырёх кораблей была атакована двумя русскими: «Корон» и «Таганрог». После упорного шестичасового боя турецкие корабли, получив сильные артиллерийские повреждения, были вынуждены отступить. Балаклавский бой был первой победой российского флота на Чёрном море.

### Российская империя

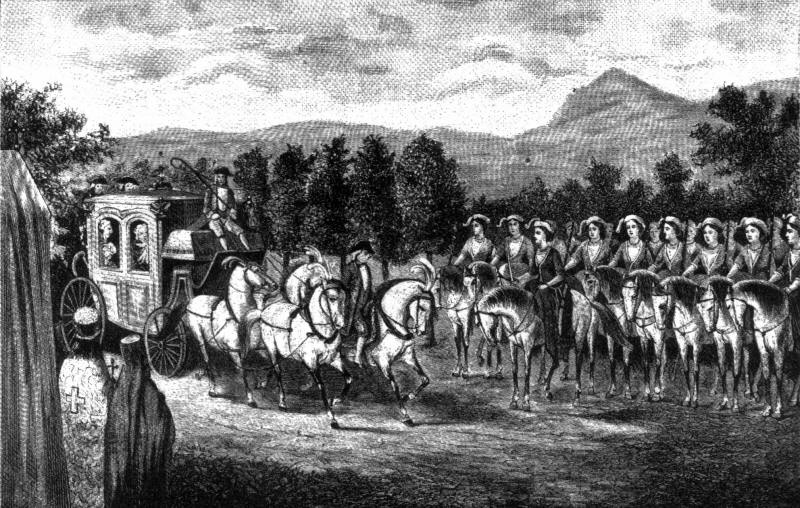
Амазонская рота встречает императрицу Екатерину II в Крыму

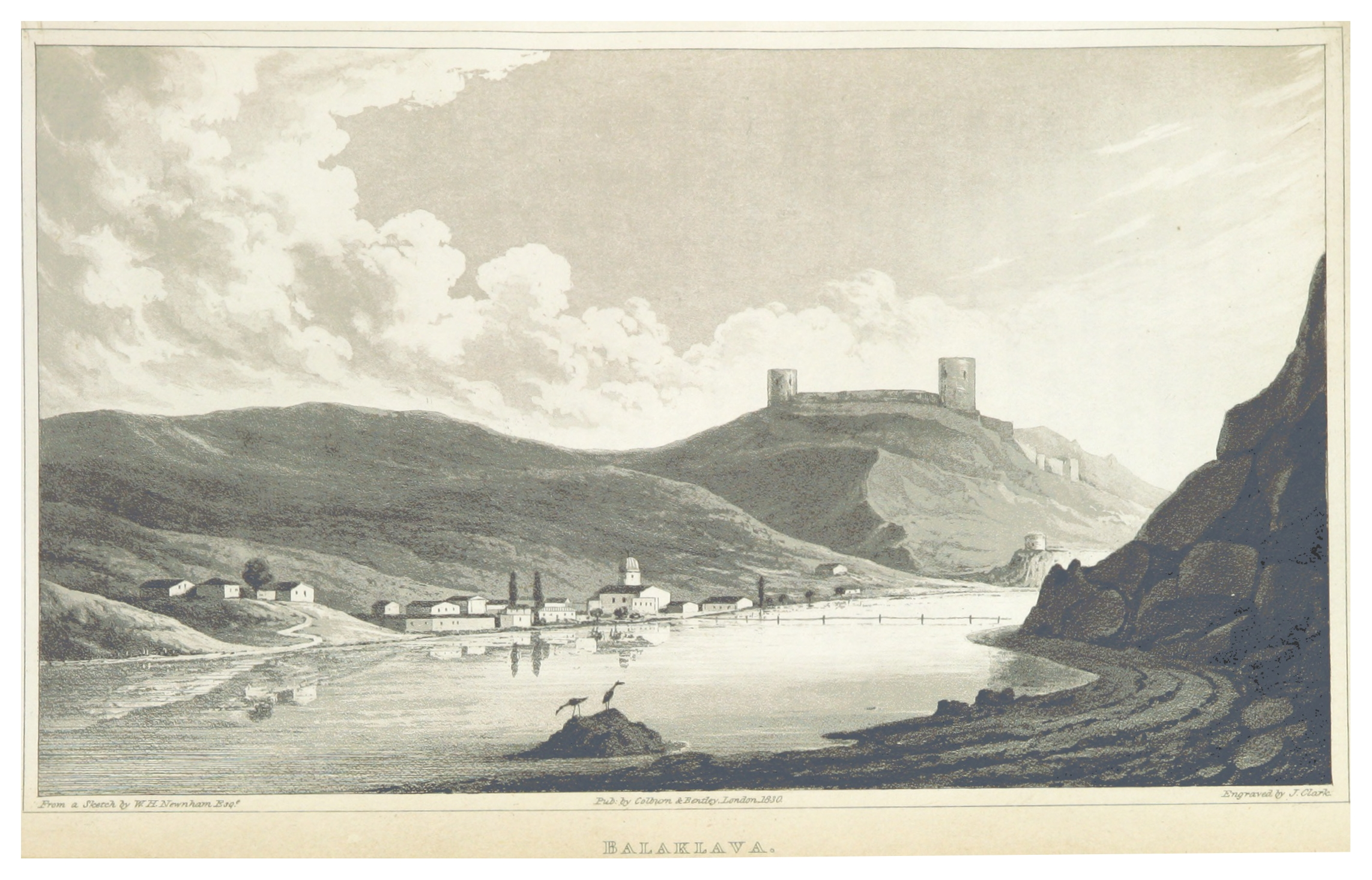
Общий вид на Балаклавскую бухту 1830 г.

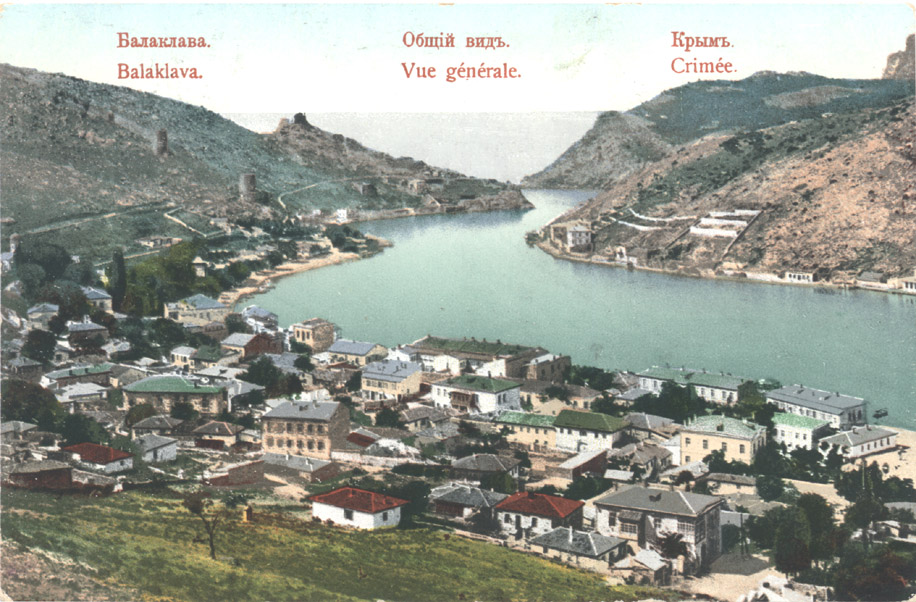
Общий вид на Балаклавскую бухту. Открытка начала XX века

По Кючук-Кайнарджийскому миру Крымское ханство обрело независимость от Османской империи и над ним был объявлен протекторат России. Турецкий гарнизон покинул Балаклаву — на его место пришли казаки. Балаклавская бухта стала первым местом дислокации русского флота в Крыму, ещё до основания Севастополя. По приказу Екатерины II («Балаклаву исправя, как она есть, содержать её поселенным тут греческим войском») в городе был размещён Греческий батальон Балаклавы, сформированный из греков, поступивших на русскую службу; он был призван охранять южное побережье Крыма. Грекам были выделены наделы вблизи Балаклавы, затем закреплённые в пожизненное пользование.
Во время путешествия Екатерины II по Крыму в 1787 году по замыслу Потемкина у Балаклавы императрицу встречало «амазонское войско» под командованием жены капитана Греческого батальона Елены Ивановны Сарандовой. Вот как она сама описывала это событие:
Амазонская рота была составлена по ордеру Светлейшего князя Потемкина-Таврического, последовавшего на имя командира Балаклавского полка, премьер-майора Чапони и состояла из благородных жен и дочерей Балаклавских греков, в числе 100 особ, в марте-апреле месяцах 1787 года <…> Встретить Императрицу должно было близ Балаклавы у деревни Кадыковка, и рота под моим начальством была построена в конце аллеи, уставленной апельсиновыми, лимонными и лавровыми деревьями. Прежде приехал Римский Император Иосиф верхом осмотреть Балаклавскую бухту и руины древней крепости. Увидав Амазонок, он подъехал ко мне и поцеловал меня в губы, что произвело сильное волнение в роте. Но я успокоила моих подчинённых словами: «Смирно! Чего испугались? Вы ведь видели, что Император не отнял у меня губ и не оставил своих». Слово «Император» подействовало на Амазонок, которые не знали, кто был подъехавший. Осмотрев бухту и окрестности, венценосный путешественник возвратился к Императрице и уже приехал во второй раз к Кадыковке с Её Величеством и князем Потемкиным в Её карете. У Кадыковки Императрица была встречена протоиереем Балаклавского полка о. Ананием. Не выходя из кареты, Государыня подозвала меня к себе, подала руку, поцеловала в губы и, потрепав по плечу, изволила сказать: «Поздравляю Вас, Амазонский капитан! Ваша рота исправна: я ею очень довольна».
Во время посещения Крыма Александром I в 1819 и 1825 годах и Николаем I в 1837 году Греческому батальону поручалось несение караульной службы при императоре, за что греки щедро вознаграждались: расширялись земельные наделы, выплачивались компенсации за погибших воинов, увеличивалось жалование, кроме того, были открыты школы.
В 1808 году в Балаклаве были учреждены таможня и карантин, однако город так и не стал мощным торговым портом. В те времена город представлял собой скорее деревню: через город проходила всего одна улица, а жителей насчитывалось немногим более тысячи. В 1851 году инженер-капитан Ю. К. Амелунг составил генеральный план благоустройства Балаклавской бухты, но его реализации помешало начало Крымской войны.

### Крымская война

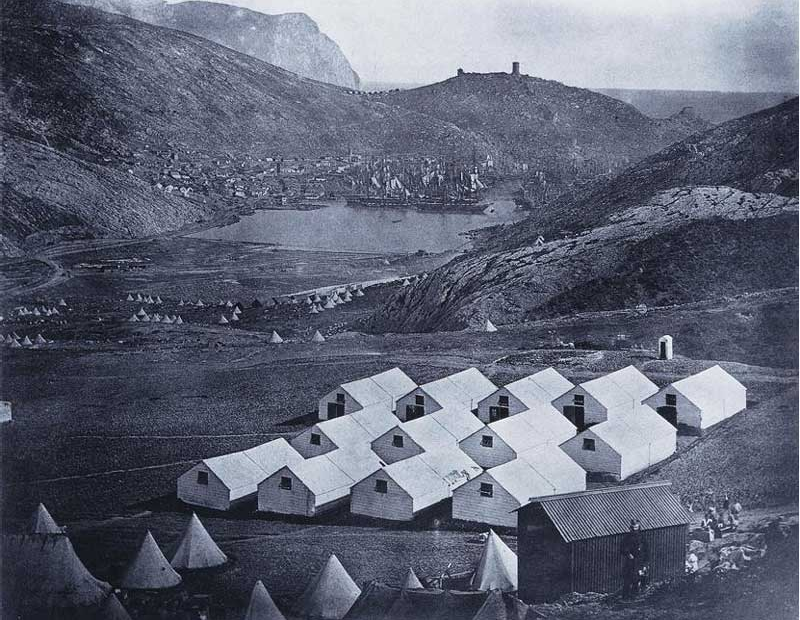
Английский лагерь у Балаклавы. 1855

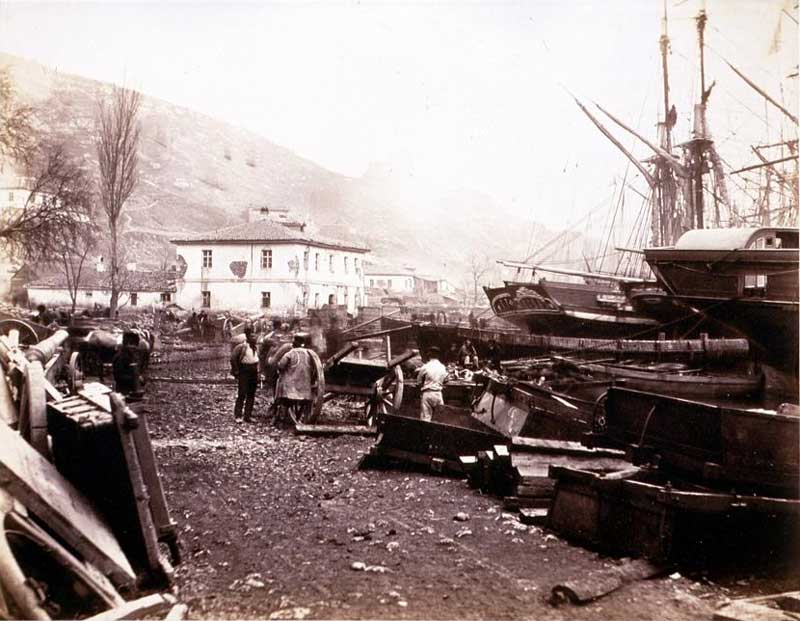
Набережная Балаклавы. 1856

В Крымскую войну Балаклава была оккупирована английской армией. После проигранного русской армией сражения на Альме часть британских войск, не встречая сопротивления на своём пути, направилась к Балаклаве. В ночь с 13 (25) на 14 (26) сентября 1854 года авангард британской армии вошёл в город и неожиданно для них был обстрелян огнём из генуэзской крепости, где засел полковник Манто. Тотлебен впоследствии так писал об этом событии: 

«В то время как англичане подходили к Балаклаве, в древних развалинах засел командир Балаклавского греческого пехотного батальона полковник Манто. С одной ротой своего батальона, в числе 80 человек строевых и 30 отставных солдат. При них были 4 медные полупудовые мортирки. <…> Неприятельский авангард, подойдя к Балаклаве, неожиданно был встречен огнём греческих стрелков».

 После шестичасовой перестрелки защитники крепости (около 60 человек, включая полковника Манто, почти все раненые) были взяты в плен. Часть Греческого батальона прорвалась в горы и затем соединилась с русской армией в Ялте.
13 (25) октября в долине к северу от Балаклавы произошло так называемое Балаклавское сражение: русская армия стремилась захватить английский лагерь и тем самым прекратить снабжение англичан. Место битвы впоследствии получило название Долина Смерти, в 1856 году англичанами там был установлен памятный знак и находится английское кладбище, которое в 1945 году после Ялтинской конференции посещал Уинстон Черчилль. (Подробнее о визите Черчилля см. .)
Вследствие скученности развилась антисанитария:

Убереги нас от воздействия этой жидкой грязи, которая называется гаванью!!… Она состоит из небольшого количества морской воды, наполовину заглушенной мертвой лошадью, мертвыми людьми, мертвыми мулами, мертвыми быками, мертвыми кошками, мертвыми собаками, отбросами армии с ее госпиталями, гнилым деревом, гнилым сеном, гнилыми галетами, гнилой мукой и всевозможными грузами, потерянными во время шторма. О! И ещё эти мертвые верблюды, все перемешано вместе, когда лодки и корабли передвигаются, представьте, какой суп!!!

До окончания войны в Балаклаве базировались английская армия и флот. Англичане соорудили деревянную набережную (сейчас на этом месте находится набережная Назукина), также был проведён водопровод и построены шоссейные дороги. В деревне Кадыковка (сейчас является частью города) находились магазины, гостиницы и увеселительные заведения. Кроме того, в феврале—марте 1855 года англичанами была построена первая в Крыму Балаклавская железная дорога длиной 12,8 км, она соединяла Балаклавскую бухту и военное депо в районе Сапун-горы. После войны железная дорога была разобрана и продана туркам.
2 (14) ноября 1854 года во время сильного шторма 11 судов английского флота, стоявших на рейде у входа в Балаклавскую бухту, были выброшены на прибрежные скалы. Среди затонувших кораблей был легендарный трёхмачтовый пароход «Принц», который, выполняя свой первый рейс, привёз зимнюю одежду, припасы и секретное оружие для взрыва затопленных русских судов, преграждавших вход в Севастопольскую бухту. Из 150 членов экипажа спаслось только семеро. По легенде «Принц» должен был доставить большое количество золота для жалования британским солдатам. В апреле 1855 года в Балаклаву прибыл отряд британских медицинских сестёр под руководством Флоренс Найтингейл.

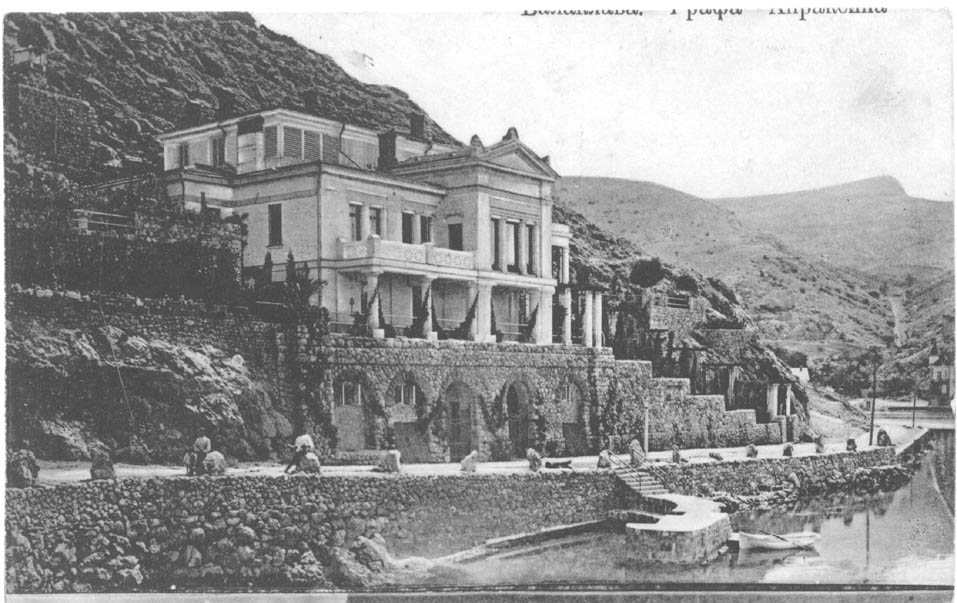
Дача графа Апраксина. Открытка начала XX века

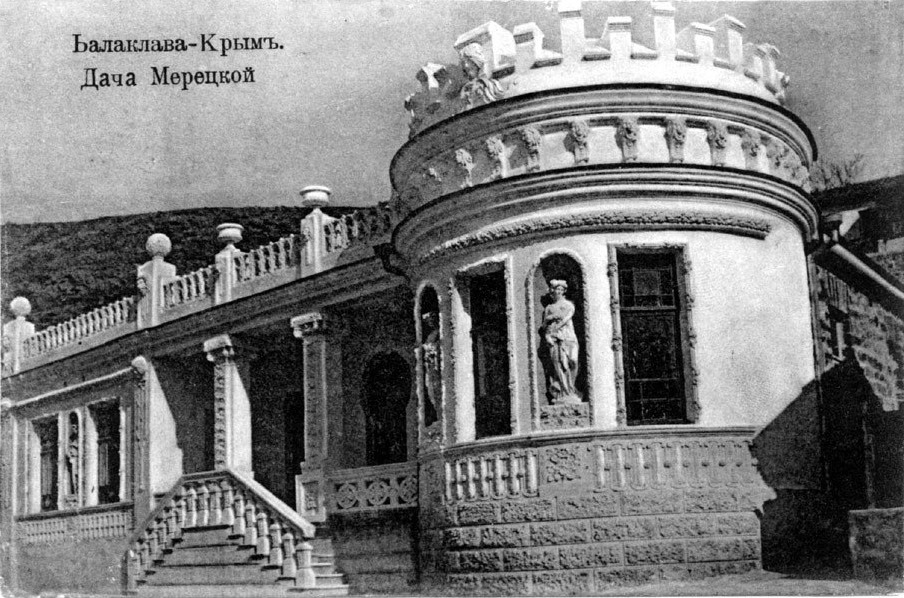
Дача Мерецкой. Открытка начала XX века

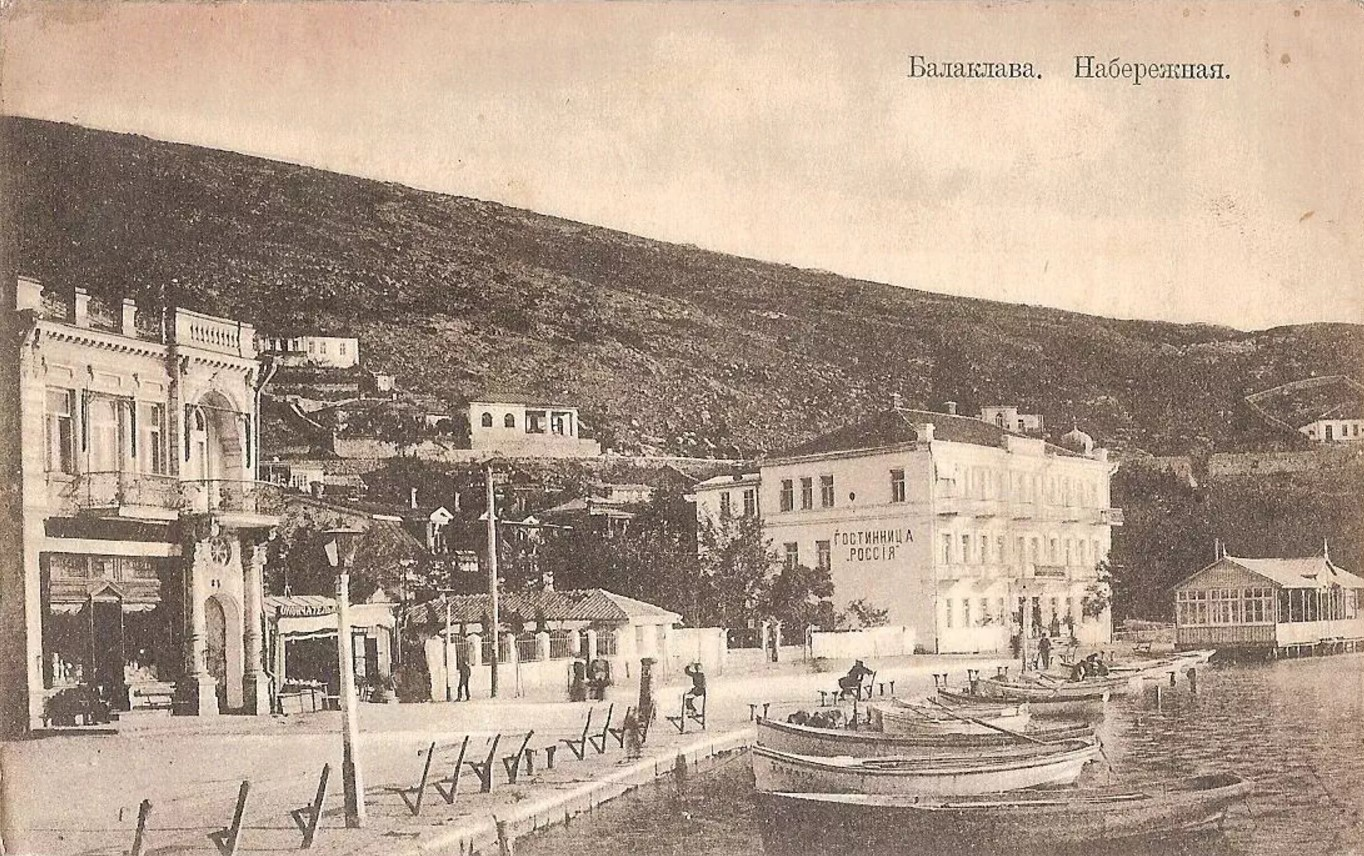
Вид Новой набережной. Открытка начала XX века

### Первая железная дорога
8 февраля 1855 года по инициативе частной английской фирмы «Пето, Брассей и компания» началось строительство первой в Крыму железной дороги для доставки орудий и снарядов к местам осадных работ. 19 января 1855 года в Балаклаву из Англии прибыла первая партия рабочих с главным инженером Джеймсом Бэтти, оттуда же доставили 1800 тонн рельсов, 6000 шпал, 300 тонн досок и около 2000 тонн различного груза, включая подъёмные краны, вагоны-платформы, вагонетки и даже машины для забивания свай. Строительство завершили за семь недель — к 26 марта 1855 года.
Железная дорога проходила вдоль западного берега Балаклавской бухты. Затем двойная колея шла до села Кады-Кой, поворачивала налево, огибая Французский холм, шла до перекрёстка грунтовых дорог, где сейчас 10-й километр Балаклавского шоссе, проходила мимо хутора генерала Бракера и доходила до Воронцовского шоссе (старая Ялтинская дорога). Традиционно считалось, что длина железной дороги составляла семь миль, то есть 11 километров. Но, по мнению английского инженера Брайена Кука вместе с ответвлениями железная дорога была в два раза протяжённее — около 14 миль (22,5 км).
Для ускорения перевозки грузов из Великобритании доставили паровозы, каждый из них имел название: «Содружество», «Победа», «Лебедь» и «Чёрный бриллиант».
После окончания Крымской войны железную дорогу разобрали и продали турецкой компании. По одним сведениям, это сделали сами англичане, по другим, — русские.

### Крымский курорт
В мае—июне 1856 года союзники покинули город, и вскоре опустошённая Балаклава вместе с Кадыковкой была переведена в разряд заштатного (безуездного) города Ялтинского уезда Таврической губернии. Возрождение Балаклавы произошло в конце XIX века и связано с развитием города как курорта. В 1860-х годах императорская семья приобрела Ливадию, а уже в 1870-х годах Южное побережье Крыма становится модным местом отдыха аристократии.
Первым человеком, оценившим потенциал Балаклавы как курорта, был Константин Скирмунт, сын местного землевладельца белорусского происхождения Александра Скирмунта, сосланный за участие в восстании 1863—1864: в 1870-х годах поселившись в городе, он открыл в своём доме пансионат; кроме того, семья Скирмунтов приобрела участки в Балаклавской долине и начала разводить там венгерские и рейнские сорта винограда. В 1888 году К. А. Скирмунт открыл на набережной грязелечебницу.
В 1887 году на Новой набережной (сейчас набережная Назукина), в доме № 3, была открыта первая в городе гостиница — «Гранд-отель». Затем появилась гостиница «Россия» (Новая набережная, 21), владельцем которой был градоначальник Спиридон Гинали. Семье Гинали также принадлежали купальни, к которым в 1904 году было пристроено здание на 12 номеров для принятия морских ванн.
В 1903—1905 годах на западном берегу бухты, почти у самого входа в гавань, по проекту академика Н. П. Краснова, архитектора Ливадийского дворца, была построена дача графа Матвея Апраксина в популярном тогда неогреческом стиле. Здание было врезано в скалу, дачу окружали террасные сады, на набережной был небольшой причал. До Великой Отечественной войны на вилле находился штаб артдивизиона. Покидая Балаклаву, немецкие войска взорвали дачу Апраксина — сохранились фундамент, подпорная стена и остатки сада.
В начале 1900-х годов там же, на западном берегу, был построен так называемый «охотничий домик» Юсуповых; вероятно, архитектором этой дачи являлся также Н. П. Краснов. В этом доме никогда не жил никто из Юсуповых. В настоящее время дача находится в частной собственности, что, однако, не сказывается на её виде.
В то же время, в первое десятилетие XX века, на Новой набережной были построены дача актрисы Соколовой, во флигеле которой (не сохранился) осенью 1907 года жила Леся Украинка, а также дача Марецкой — сейчас Библиотека имени А. И. Куприна.
Кроме того, активно застраивалась территория между старой частью города и Кадыковкой: в так называемом «Новом городе» было возведено большое количество дач. Всего в Балаклаве 1900 по 1910 год было построено более 100 дач. Согласно данным 1904 года, в городе проживало 2240 человек: из них 76,2 % — греки, 17,4 % — русские, 4 % — евреи, 1,1 % — немцы, 0,7 % — татары и 0,2 % — поляки. А в 1911 году в Балаклаве (вместе с Кадыковкой) проживало 2895 человек, существовало 4 церкви, одноклассное земское училище (в здании городской управы), церковно-приходская школа в Кадыковке и частное училище Л. В. Синельниковой. В том же году доктор В. Л. Педьков открыл в Балаклаве частную световодолечебницу и электростанцию.

### XX—XXI века
Накануне и в начале Первой мировой войны около Балаклавы строили Южную (Балаклавскую) группу сухопутных укреплений: два форта «расчленённого» типа (автор — военный инженер Полянский). «Северный» форт находится на высоте 212 м, а «Южный» — на высоте 386 м. Форт «Южная Балаклава» получил название «Бочка смерти»: здесь, по легенде, во время Великой Отечественной войны производились расстрелы. Тогда же недалеко от Балаклавы, на мысе Фиолент и у мыса Георгия, началось строительство, соответственно, береговых батарей № 18 и 19; оно завершилось только в 1920-х годах.

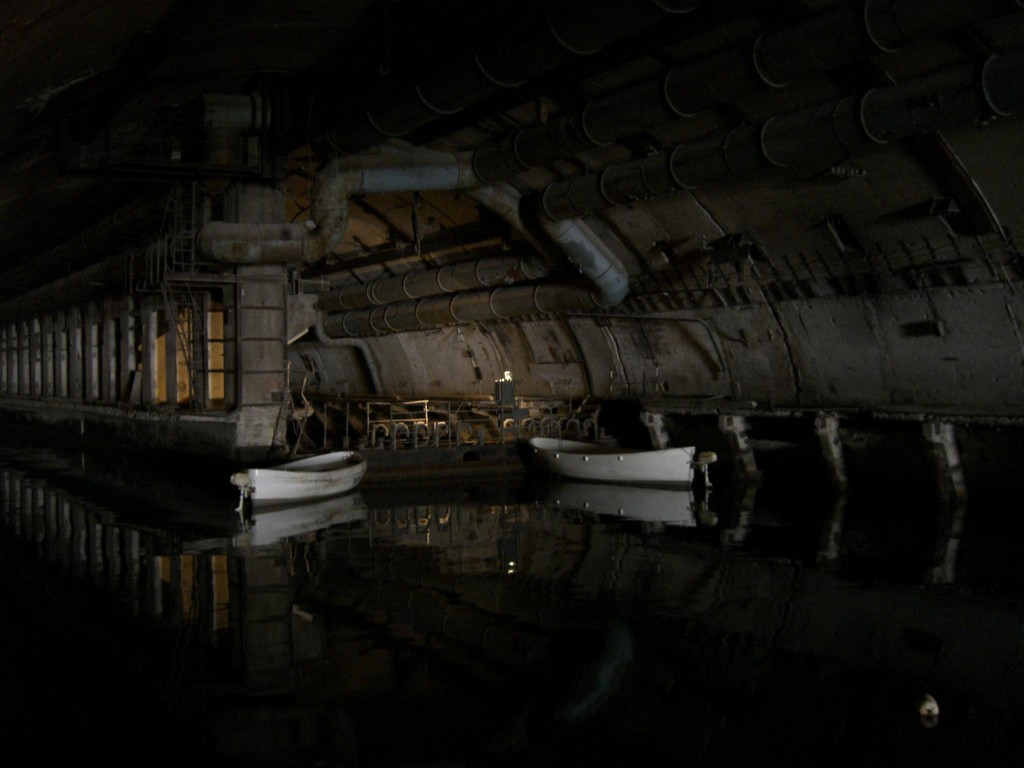
Центральная штольня на базе подводных лодок

После подписания Брестского мира Балаклава попала в зону германской оккупации, а после вывода войск Германии оказалась в зоне интервенции Франции. После поражения белого движения в Крыму была установлена советская власть в ноябре 1920 года.

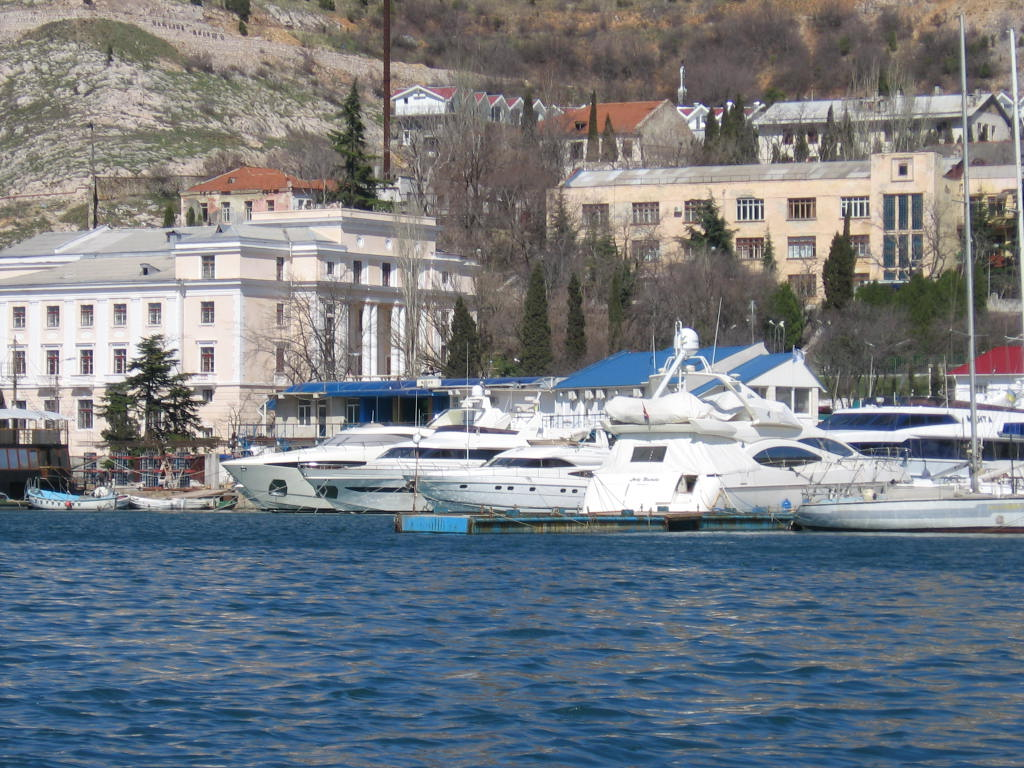
Военизированный морской водолазный техникум ЭПРОН, с 1955 г. Балаклавский Дом офицеров флота.Фото А. Трифонова

В 1924 году Балаклава стала родиной ЭПРОНа (Экспедиция подводных работ особого назначения), созданной для поиска «Чёрного принца» с грузом золота: в здании гостиницы «Гранд-отель» были открыты первые в СССР водолазные курсы. В 1930 году на базе этих курсов был открыт Военизированный морской водолазный техникум ЭПРОНа, который готовил водолазные кадры и занимался исследовательской деятельностью. В начале Второй мировой войны ЭПРОН был реорганизован в аварийно-спасательную службу ВМФ.
С 1936 по 1942 годы в Балаклаве действовала 1-я морская пограничная школа младшего начсостава НКВД, личный состав которой практически полностью погиб при обороне Севастополя.
Оборона Балаклавы во время Великой Отечественной войны продолжалась с сентября 1941 до июня 1942 года — город был оставлен только 30 июня 1942 года. Балаклава была освобождена от захватчиков в апреле 1944 года в результате Крымской операции.
В 1953—1963 годах в Балаклаве был построен подземный завод для ремонта и снаряжения подводных лодок — так называемый «Объект 825 ГТС», а также «Объект 820» для хранения и подготовки к боевому применению шести видов ядерного оружия. Он находится внутри скалы на западном берегу бухты и имеет также выход со стороны моря. Завод не пострадал бы даже в случае прямого атомного удара мощностью до 100 Кт, он мог вместить до трёх тысяч людей и обладал развёрнутой системой жизнеобеспечения. В завод одновременно могут войти до семи подводных лодок. Глубина канала достигает 8 м, ширина колеблется от 12 до 22 м. Общая площадь всех помещений и ходов завода 9600 м², площадь подземной водной поверхности 5200 м². В 1994 году из Балаклавы ушла последняя подводная лодка, завод прекратил свою деятельность и был разграблен. Сейчас часть завода является музеем.

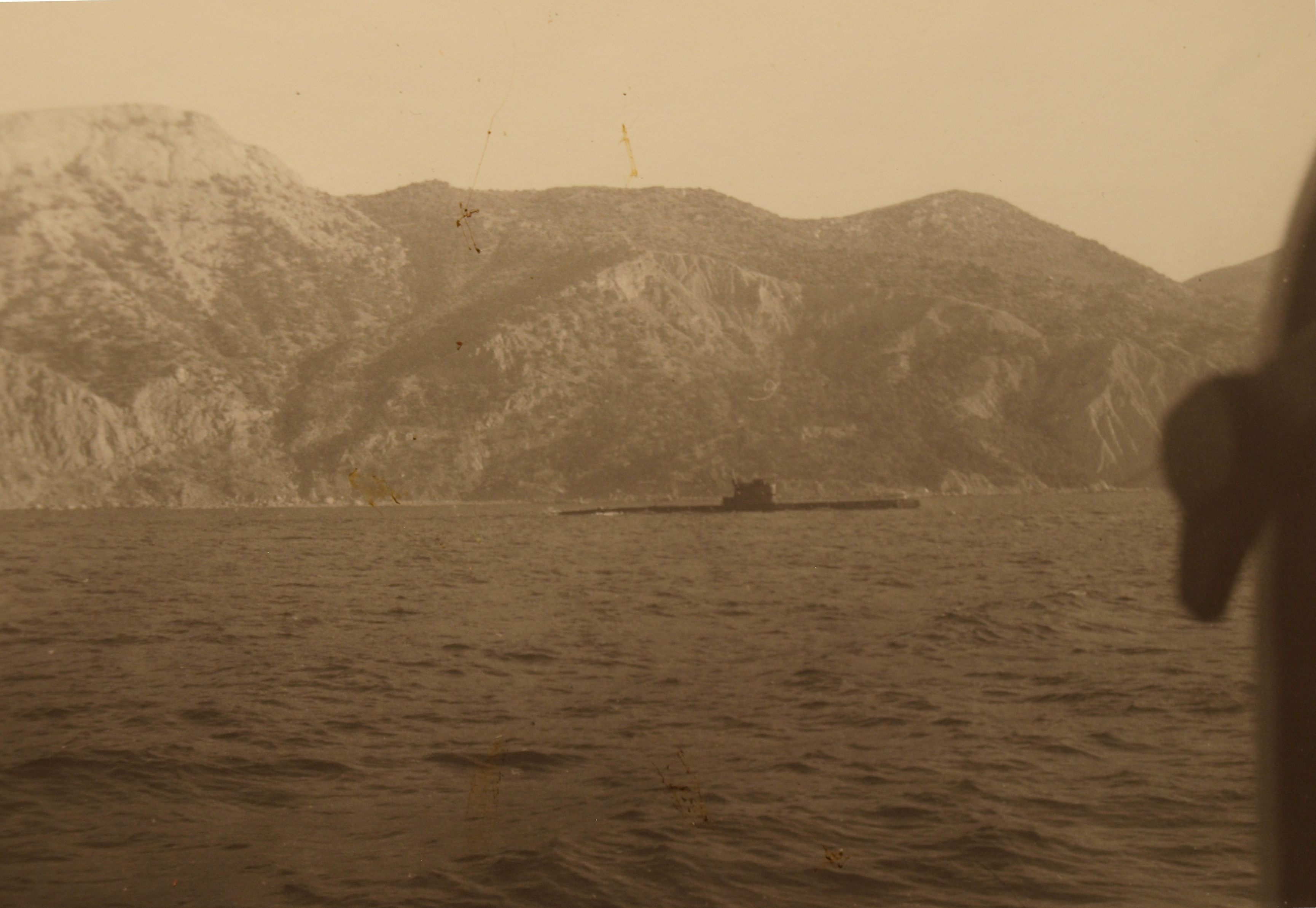
Подводная лодка на балаклавском рейде

Поскольку завод являлся секретным объектом, 10 мая 1957 года Балаклава была включена в состав Севастополя и потому утратила административный статус города, стала закрытой территорией. До конца холодной войны Балаклава оставалась закрытой частью города Севастополя.
После аннексии Крыма Российской Федерацией в 2014 году Балаклава снова стала отдельным населённым пунктом (как часть субъекта РФ — города федерального значения Севастополя), но более точный статус — каким именно населённым пунктом она стала — не был установлен. Законом города Севастополя от 23 июля 2019 года № 518-ЗС в административное деление города федерального значения Севастополя были внесены изменения, наделившие Балаклаву статусом города.

## Генуэзская крепость Чембало
Крепость была заложена на горе Кастрон, расположенной у восточного входа в бухту. На вершине утёса находился Город святого Николая — цитадель, окружённая с одной стороны обрывом, а с другой мощными стенами с восемью башнями, причём две башни стояли особняком и не были соединены со стенами. Внутри цитадели находился консульский замок-башня (предположительно около 15 м в высоту), массария (таможня) и церковь, которая, вероятно, служила успыпальницей знатных жителей. Консул избирался в Генуе сроком на год и являлся главой исполнительной и судебной власти города, он также вместе с кастеляном Замка святого Николая был начальником гарнизона, состоявшего из 40 арбалетчиков. Личной гвардией консула, по-видимому, были несколько татарских кавалеристов.
На склоне горы находился Город Святого Георгия, в котором жила большая часть горожан — ремесленники, торговцы, рыбаки. Нижний город был также окружён стенами с шестью башнями, а с юга был защищён ещё и обрывом. Внизу, под горой, в бухте, размещался порт и рынок.
В 1460-х годах укрепления Города святого Георгия были перестроены, а в юго-восточном углу была воздвигнута цитадель с мощной башней-донжоном, которая находилась в одной из самых высоких точек, на вершине утёса, и на сегодняшний момент сохранилась на полную высоту (около 20 м). Донжон имел четыре яруса: первый был занят цистерной с водой, второй служил арсеналом, третий был жилым (там сохранились остатки камина), верхний ярус занимал дозор, не исключено, что донжон также использовался как маяк. Вода в цистерну поступала по глиняному трубопроводу из источника Кефало-Вриси (греч. Κεφαλή Βρύση — голова [начало] источника), который находится вверху одноимённой балки, на горе Спилия (греч. Σπήλια — пещера); источник до сих пор используется для водоснабжения Балаклавы. Такая же цистерна для сбора воды, вероятно, находилась в нижнем ярусе консульской башни.
Значительно пострадал донжон летом 1942 г. и весной 1944 г. — в период обороны и боёв за освобождение Севастополя в период Великой Отечественной войны. С 2004 по 2007 годы на башне проводились реставрационные работы. В ночь с 16 на 17 июля 2008 часть башни-донжона обрушилась после сильного ливня.

## Церковь Двенадцати апостолов

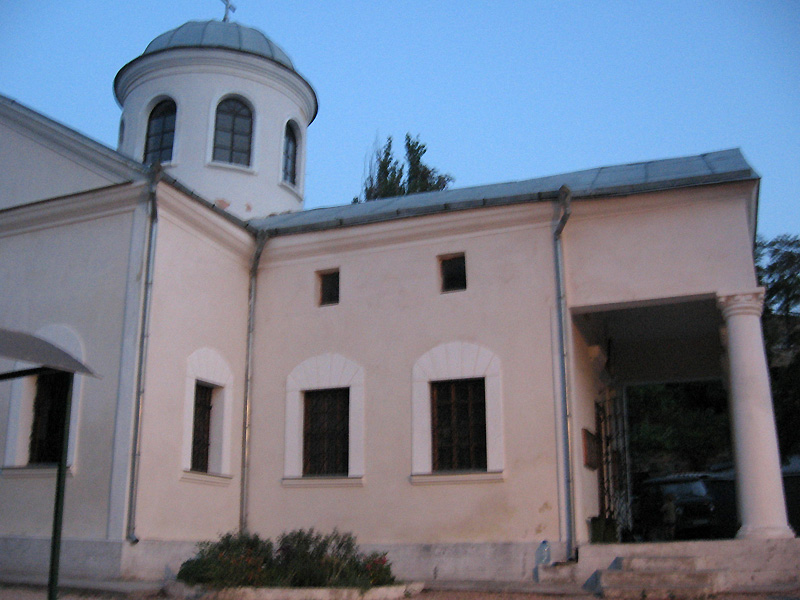
Храм Двенадцати апостолов

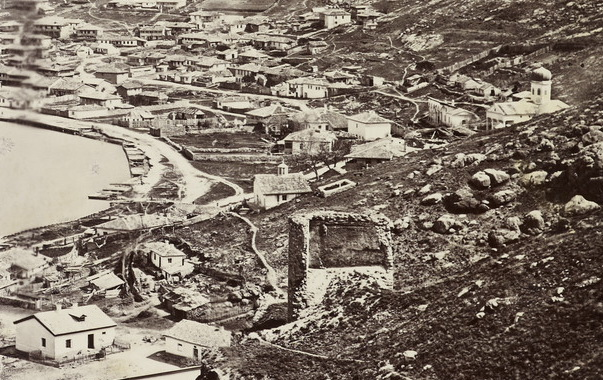
Храм Двенадцати Апостолов в 1869, фрагмент фото из путевого альбома вояжа Эдуарда VII и королевы Александры по Европе

Кроме крепости, со времён генуэзского владычества в Балаклаве сохранилась церковь — сейчас храм Двенадцати апостолов (улица Рубцова, 41). По одной из версий, она была построена в 1357 году, о чём гласит надпись на камне, обнаруженном под слоем штукатурки во время реставрации: «1357, в день сентября, начата эта постройка во время управления скромного мужа Симоно-де-Орто, консула и кастеляна». В 1794 году церковь была отреставрирована, появился портик. Неизвестно, в чью память был освящён храм изначально; по окончании Крымской войны церковь освятили в честь святого Николая.
В советские времена в церкви был устроен дом пионеров, а затем клуб Осоавиахима. После передачи храма в 1990 году Церкви он был переосвящён во имя Двенадцати апостолов.

## Население
| 1897    | 1926    | 1939    | 2014    | 2015    | 2016    | 2017    |
| ------- | ------- | ------- | ------- | ------- | ------- | ------- |
| 1215    | ↗2182   | ↗5148   | ↗18 649 | ↗18 955 | ↗19 978 | ↗21 073 |
| 2018    | 2019    | 2020    | 2021    |         |         |         |
| ↗22 049 | ↗22 956 | ↗23 075 | ↗35 919 |         |         |         |

*В 1957—2014 годах бывший город Балаклава не учитывался статистикой как отдельный населённый пункт.
Численность населения Балаклавы по данным переписи населения по состоянию на 14 октября 2014 года составила 18 649 человек; по оценке Севастопольстата на 1 января 2015 года — 18 955 человек, на 1 января 2016 года — 19 978 человек.
Национальный состав населения (перепись 2014 года):
| национальность  | всего, чел. | % от указав- ших |
| --------------- | ----------- | ---------------- |
| указали         | 17637       | 100,00 %         |
| русские         | 14554       | 82,52 %          |
| украинцы        | 2382        | 13,51 %          |
| белорусы        | 152         | 0,86 %           |
| татары          | 121         | 0,69 %           |
| армяне          | 53          | 0,30 %           |
| узбеки          | 44          | 0,25 %           |
| чуваши          | 35          | 0,20 %           |
| молдаване       | 30          | 0,17 %           |
| грузины         | 26          | 0,15 %           |
| крымские татары | 25          | 0,14 %           |
| мордва          | 21          | 0,12 %           |
| болгары         | 21          | 0,12 %           |
| осетины         | 20          | 0,11 %           |
| другие          | 153         | 0,87 %           |
| не указали      | 1012        |                  |
| всего           | 18649       |                  |

## В литературе
- В рассказе А. И. Куприна «Листригоны» действие происходит в Балаклаве.

## В кинематографе
Редкая даже для Крыма визуальная фактура, большое количество солнечных дней и относительно простая логистика сделали Балаклаву, а также прилегающие места натурой для съёмок большого количества художественных фильмов.
- «Человек-амфибия», режиссёры Геннадий Казанский и Владимир Чеботарёв, 1961;
- «Одиночное плавание», режиссёр Михаил Туманишвили, 1985;
- «Шик», режиссёр Бахтиер Худойназаров, 2003;
- «72 метра», режиссёр Владимир Хотиненко, 2004;
- «Водитель для Веры», режиссёр Павел Чухрай, 2004;
- «Марс», режиссёр Анна Меликян, 2004;
- Сериал «Тайна „Волчьей пасти“», режиссёр Алла Сурикова, 2004;
- «9-я рота», режиссёр Фёдор Бондарчук, 2005;
- Сериал «Танкер Танго», режиссёр Бахтиер Худойназаров, 2006;
- «Дикари», режиссёр Виктор Шамиров, 2006;
- Сериал «Бухта пропавших дайверов», режиссёр Кирилл Белевич, 2007;
- «Консервы», режиссёр Егор Кончаловский, 2007;
- «Приключения в Тридесятом царстве», режиссё: Валерия Ивановская, 2008;
- «Крым», режиссёр Алексей Пиманов, 2017.